# 基本解方法
近十年来，在科学计算与数值模拟领域受到了广泛的关注的基本解方法（method of fundamental solutions）是一种与边界元方法相对应的无网格数值技术，选用微分算子的基本解作为插值基函数，成功将问题的维数降低一维，同时也避免了边界元方法中复杂的奇异数值积分问题，在处理无限、薄体材料及反问题上比有限元法、有限体积法等基于网格的数值方法等更具有优势。
为了避免基本解的源点奇异性，基本解方法需要在物理边界外选取虚假边界，其设置有较大的随意性，同时也阻碍了基本解方法在实际中的广泛应用。即使如此，基本解方法在处理无限域等问题中仍然是一种可取的技术手段，具有很大的优势。
在一些文献中，基本解方法也被称为regular boundary element method、superposition method、desingularized method及charge simulation method等。

## 主要思路及公式
简要介绍基本解方法的求解思路，以下述偏微分方程的求解过程为例，
{\displaystyle Lu=0,\ \ \left(x,y\right)\in \Omega ,}
{\displaystyle u=g\left(x,y\right),\ \ \left(x,y\right)\in \partial \Omega _{D},}
{\displaystyle {\frac {\partial u}{\partial n}}=h\left(x,y\right),\ \ h\left(x,y\right)\in \partial \Omega _{N},}
其中 {\displaystyle L} 是偏微分算子，{\displaystyle \Omega } 代表计算区域， {\displaystyle \partial \Omega _{D}} 和 {\displaystyle \partial \Omega _{N}} 分别为Dirichlet边界和Neumann边界，并且满足{\displaystyle \partial \Omega _{D}\cup \partial \Omega _{N}=\partial \Omega } 和{\displaystyle \partial \Omega _{D}\cap \partial \Omega _{N}=\varnothing }。 
基本解方法采用微分算子的基本解近似数值解
{\displaystyle {{u}^{*}}\left(x,y\right)=\sum \limits _{i=1}^{N}\alpha _{i}\phi \left(r_{i}\right)}                                          （*）
其中{\displaystyle r_{i}=\left\|\left(x,y\right)-\left(sx_{i},sy_{i}\right)\right\|}为边界节点{\displaystyle \left(x,y\right)}和配置源点{\displaystyle \left(sx_{i},sy_{i}\right)}的欧几里得距离, {\displaystyle {{\alpha }_{i}}}为未知系数， {\displaystyle \phi \left(\cdot \right)}表示基本解且满足
{\displaystyle L\phi =\delta \,}
其中{\displaystyle \delta } 表示Dirac函数。源点{\displaystyle \left(sx_{i},sy_{i}\right)}被布置在物理边界外的虚假边界上，从而避免了基本解的奇异性，进而将原问题转化为如下矩阵方程
{\displaystyle \left[{\begin{matrix}\phi \left(\left.r_{j}\right|_{x_{i},y_{i}}\right)\\{\frac {\partial \phi \left(\left.r_{j}\right|_{x_{k},y_{k}}\right)}{\partial n}}\\\end{matrix}}\right]\ \cdot \ \alpha =\left({\begin{matrix}g\left(x_{i},y_{i}\right)\\h\left(x_{k},y_{k}\right)\\\end{matrix}}\right),}
未知系数{\displaystyle {{\alpha }_{i}}}可由上述矩阵方程唯一确定，进而由（*）式可计算出求解区域内任意点的数值解。

## 历史及最近进展
基本解方法的思想最早在20世纪50年代末和60年代初就由V. D. Kupradze和M. A. Alexidze提出，直到20世纪70时代末才作为一种数值方法被R. Mathon 和R. L. Johnston提出。之后Mathon、Johnston and Graeme Fairweather等人针对基本解方法的应用发表了数篇相关论文.  尽管发展缓慢，但基本解方法确实已经成为一类解决实际物理问题的重要方法。
20世纪90年代，M. A. Golberg和C. S. Chen解决了基本解方法中的一个重大障碍，使得该方法可以求解非齐次方程和时变问题。最近研究进展表明基本解方法还可以用来求解含多变系数的偏微分方程，并且可以有效求解无限域问题、反问题 及自由边界问题 等。
针对虚假边界的设置带给基本解方法的阻碍，近年来许多新型方法得到了深入研究，如边界节点法（boundary knot method）、奇异边界法（singular boundary method）、正则化无网格方法（regularized meshless method）等。

## 参阅
- 径向基函数
- 边界元法
- 边界节点法
- 边界粒子法
- 奇异边界法

## 相关链接
- International Center for Numerical Simulation Software in Engineering & Sciences